# 中川水再生センター

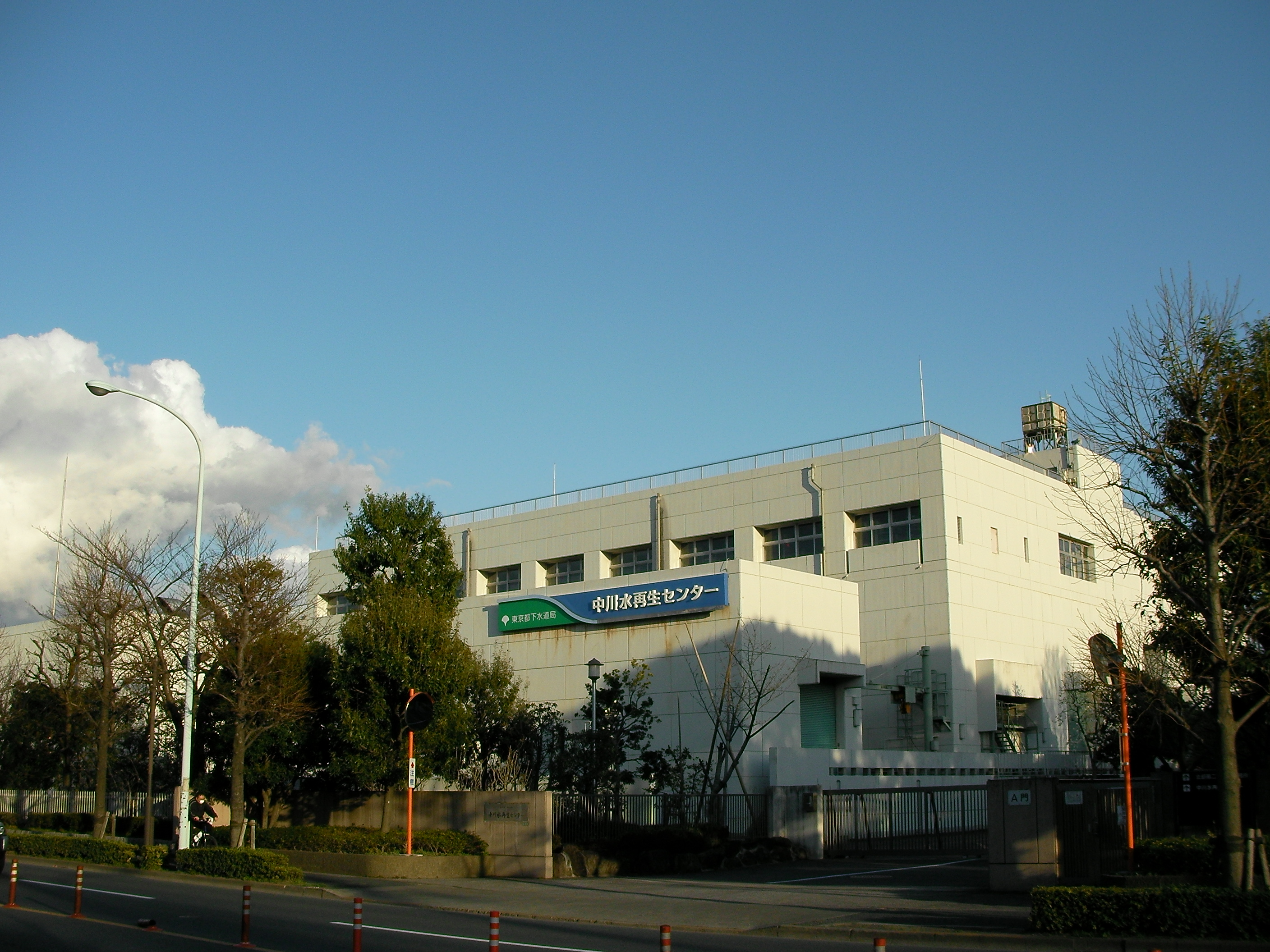
外観

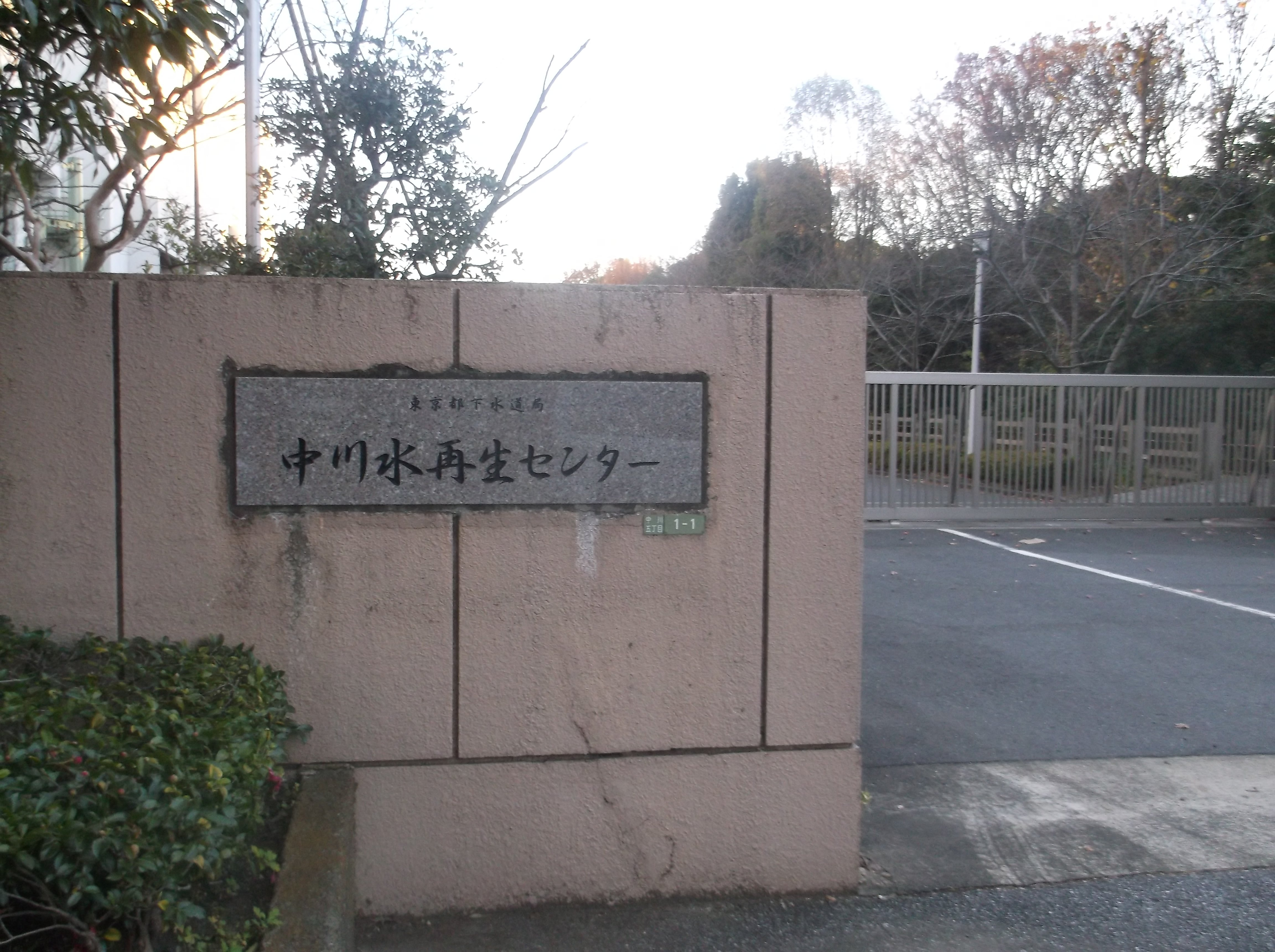
入口

中川水再生センター（なかがわみずさいせいセンター）は、東京都足立区にある、東京都下水道局の下水処理施設である。

## 概要
足立区の大部分と葛飾区の一部の汚水を処理している。敷地面積は311,240平方メートル。

## 沿革
- 1984年（昭和59年）4月 - 運転開始。

## 所在地
- 東京都足立区中川5-1-1

## 周辺
- 中川公園